# GWR 4900 № 5972 Olton Hall
5972 Olton Hall — паровоз типа 2-3-0, представитель класса 4900 сети GWR (известен также как Hall Class). Получил известность после фильмов о Гарри Поттере, где является ведущим локомотивом «Хогвартс-Экспресса».

## Ранняя эксплуатация
Паровоз был построен Суиндонским заводом в апреле 1937 года и поступил на Great Western Railway где начал работать в депо в Ните (Южный Уэльс). В августе 1950 года паровоз купила British Railways, которая перевела 5972 Olton Hall в депо в Кармартене. Через несколько лет паровоз направили на Суиндонский завод для модернизации, в ходе которой установили пароперегреватель, для чего в котле были поставлены три ряда жаровых труб. После этого паровоз был направлен для работы в депо Лэйра, что располагалось в Плимуте. Последним местом работы «Olton Hall» стал восточный порт Кардиффа. В январе 1963 года паровоз исключили из инвентаря, а в марте 1964 года продали компании Woodham Brothers на металлолом.

## Сохранение
Стоит отметить, что площадка компании Woodham Brothers представляет собой скорее большую свалку, на которой паровозы могут ржаветь десятилетиями. В марте 1981 года 5972 «Olton Hall» был выкуплен Horbury railway works и после восстановления поступил в Национальный железнодорожный музей в Шилдоне. Периодически он совершает поездки по West Coast Railways.
После выхода фильмов о Гарри Поттере паровоз стал популярным, поэтому начиная с 2004 года каждое лето арендуется частными туроператорами для организации поездок фанатов.

### Хогвартс-Экспресс

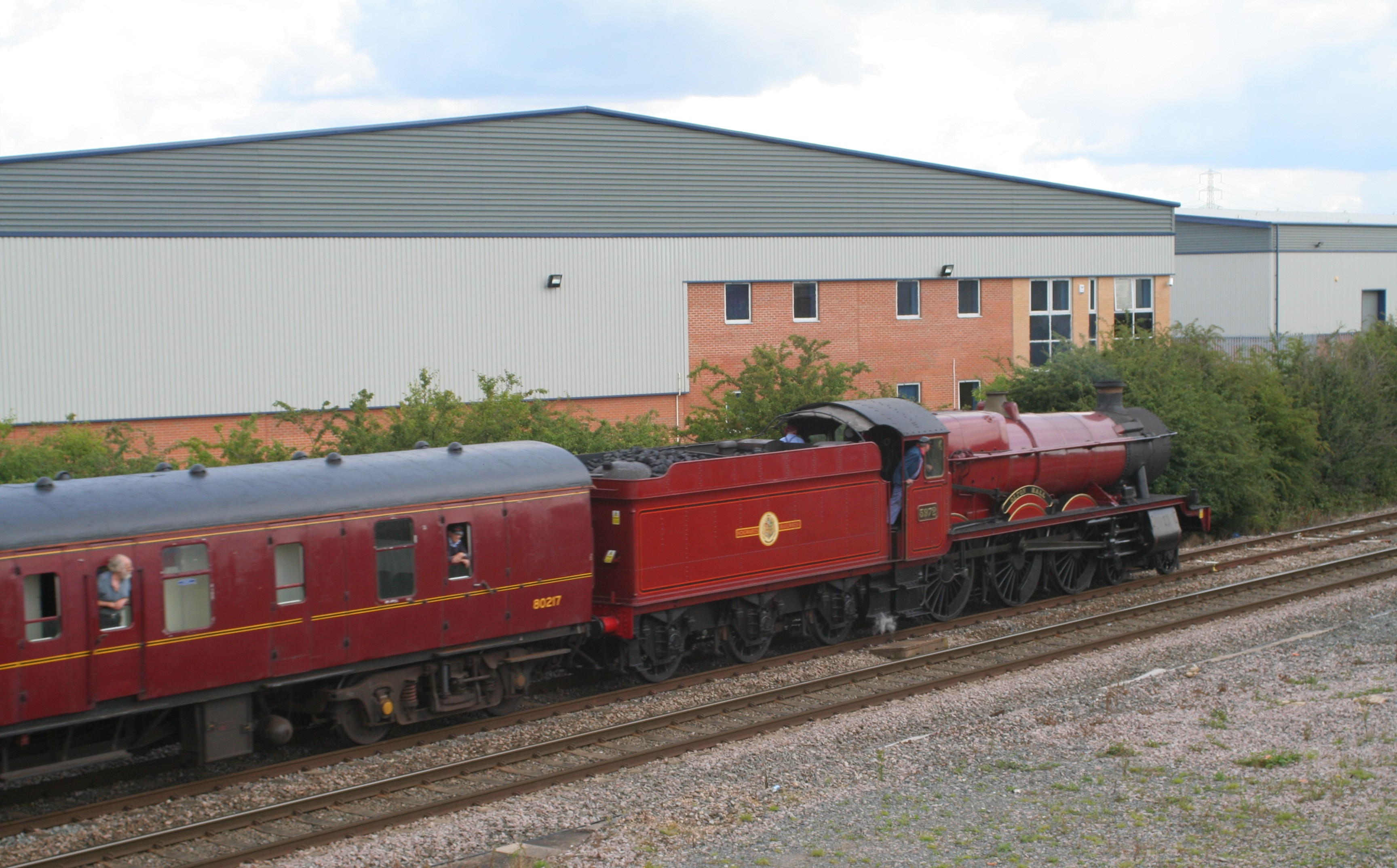
5972 «Olton Hall» под поездом

Изначально на «роль» паровоза «Хогвартс-Экспресса» был выбран «Taw Valley» класса SR West Country (en) также типа 2-3-0 и построенный во второй половине 1940-х гг. Паровоз уже был перекрашен и переименован, когда режиссёр Крис Коламбус неожиданно его забраковал, посчитав слишком современным. По этой причине было решено задействовать 5972 «Olton Hall».
В фильмах «Olton Hall» водит состав из четырёх британских вагонов типа Mark 1. Для съёмок паровоз был перекрашен в тёмно-бордовый цвет, вместо стандартного для пассажирских паровозов зелёного. Номер 5972 сохранили, но поставили таблички с новым названием паровоза — «Hogwarts Castle». Такое название, с учётом модели (Hall Class) и настоящего названия паровоза, стало даже своеобразной шуткой: Зал, который думает, что он Замок (англ. The Hall that thinks it's a Castle).